# 香邂格蕾
香邂格蕾（法語：Roger & Gallet）是一家法国化妆品公司。

## 历史
1862年创建于法国巴黎，之后收购科隆香水在巴黎的香水业务。1879年创造圆形香水皂，1975年被法国制药公司赛诺菲收购，1999年转卖给意大利奢侈品公司古驰。2008年被法国化妆品公司欧莱雅收购成为旗下品牌之一。